# Bat for Lashes
Natasha Khan (Londen, 25 oktober 1979), beter bekend als Bat for Lashes, is een Engelse alternatieve-rockmuzikant.

## Loopbaan
Khans debuutalbum, Fur and Gold, verscheen op 11 september 2006. Op 6 april 2009 kwam haar tweede album, Two Suns, uit. Ze zong Let's Get Lost, een van de soundtracks van The Twilight Saga: Eclipse, in samen met de Amerikaanse muzikant Beck Hansen.
Haar begeleidingsband bestaat uit Ben Christophers, Charlotte Hatherley en Sarah Jones.
Op 1 juli 2016 verscheen het vierde studioalbum The Bride, in 2024 gevolgd door The Dream of Delphi.

## Discografie

### Studioalbums
- 2006 - Fur and Gold
- 2009 - Two Suns
- 2012 - The Haunted Man
- 2016 - The Bride
- 2024 - The Dream of Delphi

### Ep's
- 2008 - Live Session
- 2009 - iTunes Live London Festival '09

### Singles
- 2006 - Trophy
- 2006 - The Wizard
- 2007 - Prescilla
- 2007 - What's a Girl to Do?
- 2009 - Daniel
- 2009 - Pearl's Dream
- 2009 - Sleep Alone
- 2012 - Laura
- 2016 - I do
- 2016 - In God's House